# Grizzly Smith
Pour les articles homonymes, voir Smith.
Aurelian Smith Sr. (né le 6 août 1932 à Whitesboro (Texas) - mort le 12 juin 2010) est un catcheur américain plus connu sous le nom de ring de Grizzly Smith. Il est connu pour avoir travaillé dans plusieurs territoires de la National Wrestling Alliance et a ensuite travaillé comme agent à la fin de sa carrière à la Mid South Wrestling puis à la World Wrestling Federation ainsi qu'à la World Championship Wrestling. Il est le père des catcheurs Aurelian Jr., Michael (en) et Robin Smith (en) respectivement connus sous le nom de Jake Roberts, Sam Houston et Rockin' Robin.

## Carrière de catcheur
Smith a commencé sa carrière de catcheur au Texas sous le nom de Tiny Evans tout en travaillant sur des puits de pétrole. Il a commencé à travailler en Géorgie à la Georgia Championship Wrestling où il a défié Freddie Blassie à plusieurs reprises pour le championnat poids-lourds de Géorgie de la National Wrestling Alliance (NWA) entre 1960 et 1962.